# Мокроусов, Алексей Васильевич
Алексе́й Васи́льевич Мокроу́сов (настоящие имя и отчество — Фома́ Матве́евич; 9 [21] июня 1887, Поныри, Курская губерния — 28 октября 1959, Симферополь) — участник Гражданской войны в России (анархист), командующий Крымской повстанческой армии в 1920 году. С 1928 года — член ВКП(б). Участник Гражданской войны в Испании, в 1941—1942 годах командующий партизанским движением в Крыму во время Великой Отечественной войны. Полковник.

## Биография
Родился в многодетной крестьянской семье. Рано лишившись родителей, в 1904 году отправился на заработки в Таврическую губернию.

### Революционная деятельность

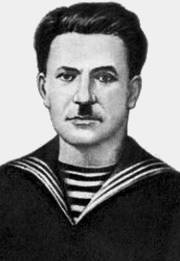
Фома Мокроусов - матрос Балтийского флота

Революцию 1905 года встретил, работая шахтёром на Донбассе. Стал командиром боевой дружины анархистов. За активное участие в революционных событиях был уволен. Жил случайными заработками, скитаясь по стране.
В 1908 году был призван на службу в Балтийский флот. Служил матросом на эсминце «Прыткий» в Гельсингфорсе.
В 1912 году арестован за революционную пропаганду. При помощи товарищей по подполью бежал в Швецию по поддельному паспорту на имя Савина Алексея Васильевича. С тех пор оставил себе имя и отчество.
С 1912 по 1917 год проживал в Дании, Англии, Австралии и Аргентине. Работал слесарем, судовым кочегаром, чернорабочим. Активно участвовал в рабочем движении. Узнав, что в Австралии среди русских рабочих ведёт революционную работу большевик по кличке Артём, отправляется туда, чтобы провести сбор пожертвований для политзаключённых. Там знакомится с организацией «Союз русских рабочих-эмигрантов». К началу Первой мировой войны перебрался в Южную Америку. Организует такой же союз в Буэнос-Айресе.
В Россию вернулся в 1917 году, после Февральской революции. Примкнул к анархистам. Был избран членом Севастопольского Совета депутатов. Во время октябрьской революции, командуя отрядом моряков-балтийцев, занял Петроградское телеграфное агентство.

### Гражданская война в России
В конце 1917 года вернулся в Крым. В Севастополе сформировал «Черноморский революционный отряд» (2500 человек). Во главе этого вооружённого отряда устанавливал советскую власть в Крыму, на Украине и на Дону. В частности, 30 ноября 1917 года черноморцы выбили калединцев из Мариуполя, 1 декабря — из Таганрога, а 4 декабря — из Ростова. Затем под натиском белоказаков отряд отошёл в Крым.
Был убеждённым сторонником проведения самого жестокого красного террора. Например, устанавливая советскую власть в Феодосии, после январских боёв 1918 года казнил всех взятых в плен белых офицеров, числом от нескольких десятков до шестидесяти трёх человек (по разным оценкам), а 12 марта 1918 года на общем собрании советов Феодосийского уезда, уже после проведения террора, призывал «уничтожить всю буржуазию, не разбирая средств».
В марте 1918 года назначен начальником областного штаба Красной армии в Крыму. Вёл бои в Херсоне вместе с «Союзом фронтовиков» против немецких интервентов. Затем оборонял Бердянск и Батайск. В сентябре 1918 года получил тяжёлое ранение: в его автомобиль бросили гранату. С июня 1919 года — снова на фронте (начальник Южного боевого участка Крыма). В 1918—1919 годах активно сотрудничал с Н. И. Махно, но после своего окончательного присоединения к большевикам действовал против него.
С августа 1919 года — командир 3-й бригады 58-й стрелковой дивизии Красной армии. Успешно сражался с частями петлюровской армии при выходе Южной группы войск (сформированной из остатков 12-й армии) из окружения в Новороссии — на север, на Киев, который был захвачен в середине октября. 25 февраля 1920 года за боевые отличия в боях награждён орденом Красного Знамени.

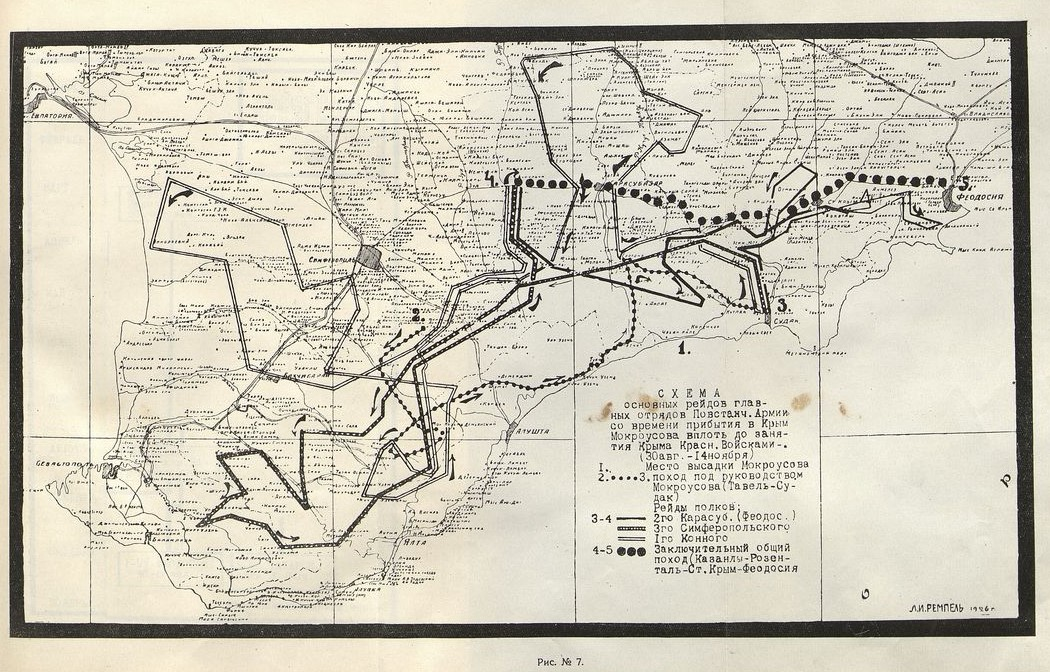
Схема основных рейдов Крымской повстанческой армии Мокроусова. Из издания Революция в Крыму. Историческая библиотека Истпарта О. К. Крыма Вып. 7 Симферополь : Крымиздат, 1927.

С июля 1920 года командовал Крымской повстанческой армией, действовавшей в тылу Русской армии барона Врангеля.
Упомянут этот период жизни Мокроусова в повести К. Г. Паустовского «Чёрное море». Об отряде Мокроусова есть упоминание в романе М. А. Шолохова «Тихий Дон», а также в документальной повести Ю. В. Трифонова «Отблеск костра».

### На руководящей работе
По окончании войны, с 1921 года работал на руководящей хозяйственной и административной работе в Крыму. В феврале 1921 года организует в крымской деревне Кара-Кият сельхозкоммуну и возглавляет её в течение двух лет.
В 1924—1931 годах Мокроусов работал инструктором ЦК РКП(б) в Симферополе, заместителем директора Бухарской конторы Узбекгосторга, заместителем директора Северо-Кавказского сельхозтреста и директором зерносовхоза на Кубани.
В 1933—1934 годы, как начальник Колымской экспедиции, он пересекает на собаках и оленях с небольшой группой людей таёжную глухомань Восточной Сибири в поисках мест для аэродромов. Затем работал инспектором торгпредства СССР в Монгольской народной республике.
В 1936—1937 годах воевал в Испании. Занимал пост военного советника командующего Арагонским фронтом под псевдонимом «Савин». После возвращения в СССР с 1939 года работал инспектором Главсевморпути, а в 1940 году вернулся в Крым на должность директора Крымского государственного заповедника. В 1940 году в Симферополе была издана его книга «В горах Крыма: Записки о красно-партизанском движении во Врангелевском тылу».

### Великая Отечественная война

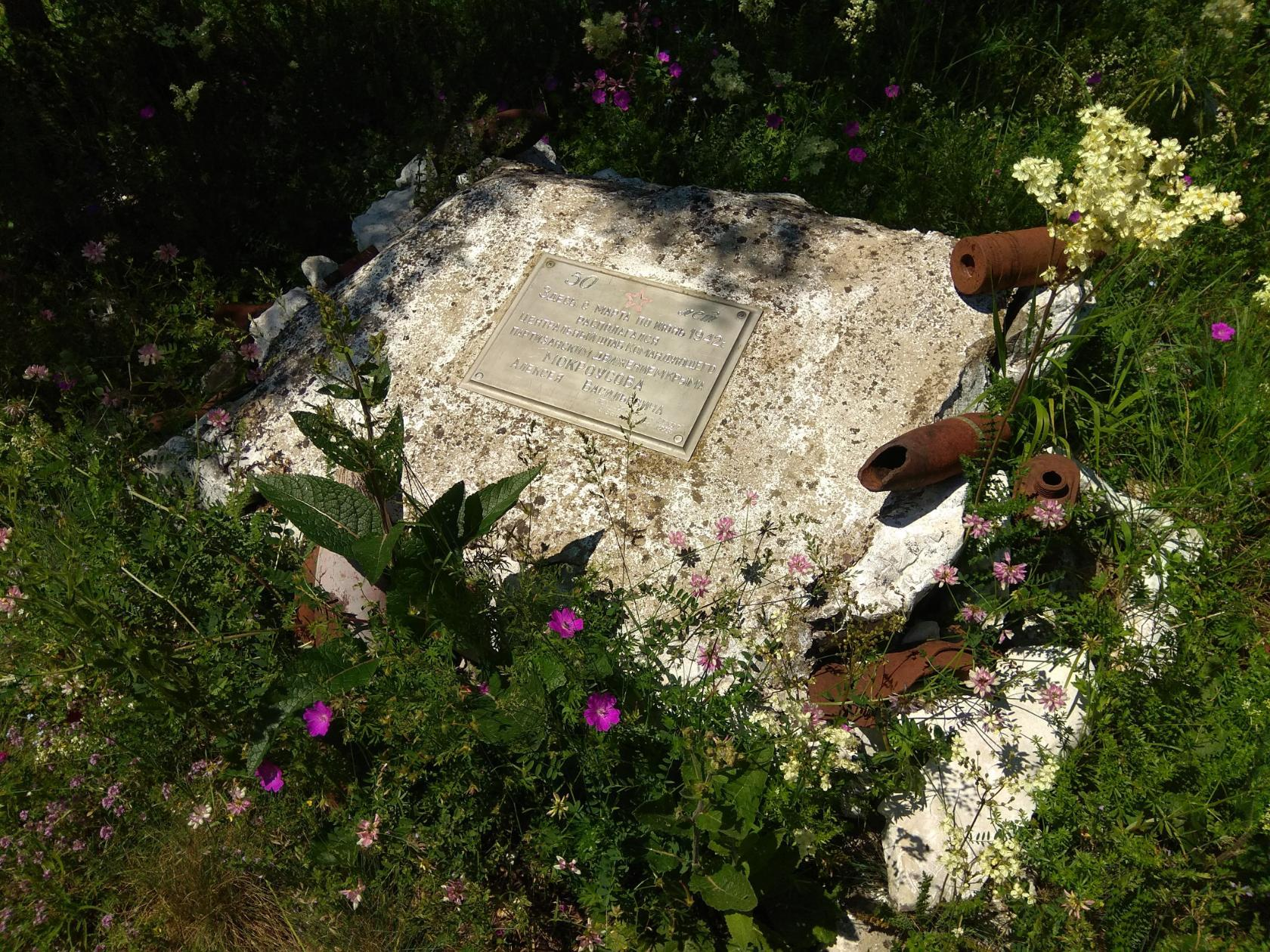
Табличка на месте расположения Штаба партизанского движения Крыма в марте-июне 1942 года на Мокроусовских скалах на западном краю яйлы Орта-Сырт

С начала Великой Отечественной войны 15 июля 1941 года был назначен командующим отрядами народного ополчения (истребительными батальонами) Крыма в звании полковника. 5 сентября 1941 года в Крымском обкоме ВКП(б) состоялось совещание по организации партизанского движения. Выделили 6 партизанских районов, основой отрядов, которые формировались по территориальному признаку, должны были стать истребительные батальоны, партхозактив и работники местных органов НКВД. Так как в Крыму прошло уже несколько призывов, речь шла о людях старших возрастов. Стрелковое вооружение — разномарочное, со складов. Мокроусов был назначен командиром созданного Штаба партизанского движения, чему способствовало его партизанское прошлое в Крыму. В заместители он взял своего соратника по партизанской войне 1919—1920 И. Г. Генова, на которого также было возложено руководство 2-м партизанским районом. В сентябре 1941 шла работа по закладке продовольственных баз для отрядов. Многие из них закладывались командирами лично, но полной конспирации добиться не удалось. Кроме того, запасы изначально создавались на 5-6 месяцев.
Впоследствии, в 1942 году, с учётом расхищения части припасов местным населением, захватом складов немцами и силами татарской самообороны, это привело к сильнейшему голоду. Был полностью провален вопрос связи, взятая в лес радиостанция оказалась малого радиуса. Не было радистов. Связь у партизан появилась только в январе-феврале 1942 года. Несмотря на все ошибки, Крым является одним из немногих регионов СССР, где партизанское движение было организованным с момента возникновения.
23 октября 1941 года решением бюро Крымского обкома ВКП(б) была учреждена должность командира партизанских отрядов Крыма, которым стал А. В. Мокроусов. После этого он перешёл в лес и 31 октября вступил в командование партизанским движением Крыма, издав первый приказ. Под его руководством действовало 29 партизанских отрядов, около 3500 бойцов. В первые месяцы часть партизан, в том числе крымские татары, разошлись по домам. В докладах на Большую землю Мокроусов сообщал о 800—900 дезертировавших. С другой стороны, в лесу оказалось несколько тысяч бойцов и командиров Красной армии. Часть пробилась на Севастополь, часть погибла в боях с румынскими и немецкими войсками, около 1000—1200 человек сформировали красноармейские партизанские отряды, которые оказались без баз и продовольствия.
Между партизанами, курируемыми Крымским штабом партизанского движения, и красноармейскими отрядами (окруженцы 51-й армии и других частей) зимой 1941-1942 годов возникали трения по вопросам подчинения, снабжения. Мокроусов, конфликтный по темпераменту, восстанавливая дисциплину, допустил несколько бессудных расстрелов командиров отрядов. С появлением в начале зимы 1942 радиосвязи об этом было доложено на Большую землю по линии командующего Северо-Кавказского фронта С. М. Будённого. 6 июля 1942 года за пьянство, провалы в руководстве, рукоприкладство и расстрел командирских кадров был эвакуирован самолётом на Кавказ. Фактическое командование штабом перешло к полковнику М. Т. Лобову, после его эвакуации к Г. Л. Северскому. После разбирательств Мокроусов был снят с занимаемой должности.
Однако С. Н. Ткаченко, анализируя конфликтные ситуации в руководстве партизанским движением, отмечает, что 8 июля 1942 г. в Крым была отправлена радиограмма с вызовом в Краснодар А. В. Мокроусова и С. В. Мартынова «для отчета о политической и боевой деятельности партизан Крыма», и в ночь на 11 июля 1942 г. Мокpоусов и Маpтынов были вывезены на Большую землю. Заслушанный на Военном Совете Северо-Кавказского фронта Мокроусов не смог в достаточной степени обоснованно ответить на заданные вопросы. В заключение Мокроусову и Мартынову было объявлено, что они отстраняются от командования партизанским движением, будут привлечены к строгой ответственности, а пока им надлежит находиться в распоряжении Крымского обкома ВКП(б). В июле 1942 г. бюро Крымского обкома партии по заслушанному докладу командования партизан Крыма (А. В. Мокроусова и С. В. Мартынова) приняло постановление, в котором определило меры по повышению боевой активности партизан и оказанию им необходимой помощи.
В оправдание в докладной записке А. В. Мокроусова и С. В. Мартынова, которую они направили 20 июля 1942 года Военному совету Северо-Кавказского фронта (С. М. Будённому) и первому секретарю Крымского обкома партии В. С. Булатову, говорилось:

«…До сих пор не знаем, кому мы подчинены. Нам слали директивы Военный совет Крымского фронта, Крымский обком партии, Приморская армия, НКВД Крыма, а теперь Военный совет Кавказского фронта. Всё ошеломляло нас, и мы не знали, „какому богу молиться“. С этим нужно покончить и подчинить партизанское движение одному руководству».
Разбирательство продолжалось несколько месяцев, в том числе имели место обвинения Мокроусова в бытовом разложении, предательстве, троцкизме и т.д. Однако в конце концов расследование было прекращено, а Мокроусов назначен начальником разведки Северо-Кавказского фронта. Ряд историков постсоветского времени по-прежнему обвиняют Мокроусова в бессудных расстрелах в Крыму, другие категорически отвергают такие обвинения ввиду их бездоказательности.
В августе 1943 года назначен командиром 66-го гвардейского стрелкового полка. Участвовал в десантной операции на Керченском полуострове. Освобождал Румынию, Болгарию, Югославию и другие страны Европы. Войну закончил в звании полковника.
Генерал-майор Ф. И. Федоренко, в своей книге уделивший большой фрагмент роли Мокроусова в Крыму и его судьбе после опалы, утверждает, что Мокроусов находился в офицерском резерве до 1944 года и служил не командиром полка (такие сведения были в послевоенных публикациях), а заместителем командира по строевой части.
По открытым архивным данным МО РФ местами службы Мокроусова числится 32-й стрелковый полк 19-я стрелковой дивизии и 924-й стрелковый полк 252-й стрелковой дивизии, должностей командира полка он не занимал.

## Послевоенный период

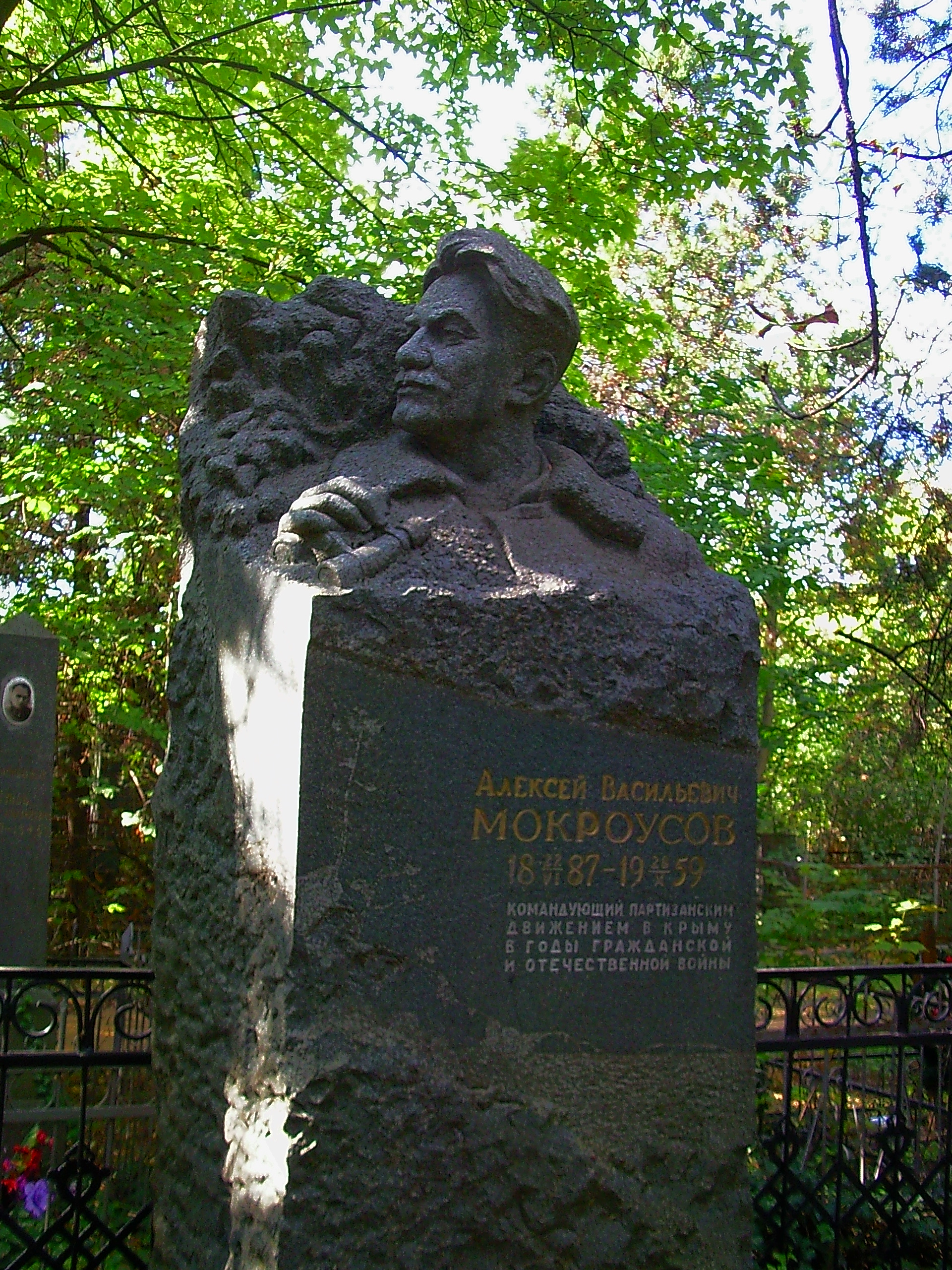
Могила А. В. Мокроусова на Военном кладбище в Симферополе, скульптор Кошкин Константин Гаврилович

В апреле 1946 году уволен из рядов Советской армии в запас, жил и работал в Симферополе. С 1948 года директор Крымской ТЭЦ. Позднее возглавлял туристско-экскурсионное бюро.
Умер в 1959 году. На прощании собралось несколько тысяч симферопольцев. Похоронен на Братском кладбище советских воинов, партизан и подпольщиков периода Великой Отечественной войны в Симферополе (ул. Старозенитная), могила - объект культурного наследия регионального значения  Объект культурного наследия народов РФ регионального значения. Рег. № 911720892790005 (ЕГРОКН).

## Награды
- Орден Ленина (28.01.1937)
- Орден Красного Знамени (1920)
- Орден Отечественной войны 1-й степени
- Орден Трудового Красного Знамени (29.07.1957)

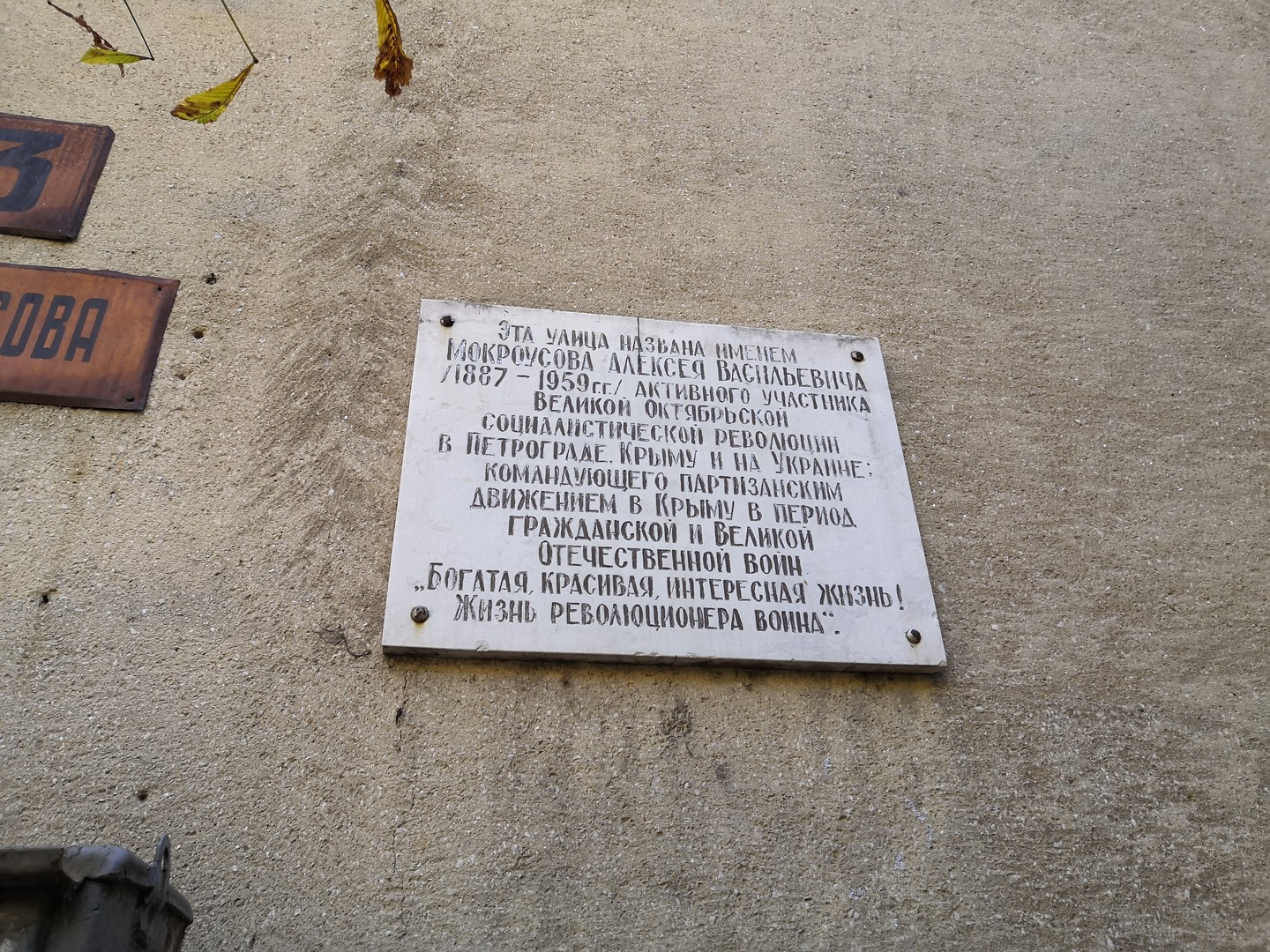
Аннотационная доска на улице Мокроусова, Симферополь

- медали[какие?]

## Память
- В Симферополе, Севастополе, Белгороде[18], посёлке Каменоломни[19] и Красный Сулин[арм.] его именем названы улицы, установлены памятные доски и памятники.
- В Симферополе: Средняя общеобразовательная школа № 7 им. А. В. Мокроусова.
- Туристско-оздоровительный комплекс в Севастополе носит имя А. В. Мокроусова.
- Западная обрывистая оконечность Орта-Сырта называется Мокроусовскими скалами.

## Сочинения
- Мокроусов А. В. В горах Крыма: Записки о красно-партизанском движении в Врангелевском тылу. — Симферополь: Крымгосиздат, 1940. — 129 с.